# جون برينان (لاعب اتحاد الرغبي)
جون برينان (بالإنجليزية: Jon Brennan)‏ هو لاعب اتحاد الرغبي بريطاني، ولد في 19 مايو 1981 في جيرزي.